# 格雷斯维尔 (佛罗里达州)
格雷斯维尔（英語：Graceville），是美国佛罗里达州傑克遜縣下属的一座城市。建立于1902年。面积约为11.4平方公里（约合4.4平方英里）。根据2010年美国人口普查，该市有人口2,278人。论人口在本州排行第272。